# Härmänmaa
Die Verwaltungsgemeinschaft Härmänmaa (finnisch Härmänmaan seutukunta) ist eine ehemalige Verwaltungsgemeinschaft (seutukunta) der finnischen Landschaft Südösterbotten. Zu ihr gehörten zum Zeitpunkt ihrer Auflösung die folgenden drei Städte und Gemeinden:
- Alahärmä
- Kauhava
- Ylihärmä

Die Stadt Lapua wurde am 1. Januar 2007 ausgegliedert und gehört nun zur Verwaltungsgemeinschaft Seinäjoki. Zum Jahresbeginn 2009 wurde auch der Rest der Verwaltungsgemeinschaft Härmänmaa der Verwaltungsgemeinschaft Seinäjoki angeschlossen.